# Brian Lara
Pour les articles homonymes, voir Lara.
Brian Charles Lara est un joueur de cricket trinidadien né le 2 mai 1969, international au sein de l'équipe des Indes occidentales. Ce batteur débute en 1988 avec l'équipe de Trinité-et-Tobago dans les compétitions inter-régionales caribéennes. Il est sélectionné pour la première fois avec l'équipe des Indes occidentales en 1990 en One-day International puis en Test cricket.
Brian Lara réalise en 1994 le plus haut total individuel en une manche en test-match, 375 courses. Quelques mois plus tard, il établit le record équivalent en first-class cricket, 501 courses pour le Warwickshire. La première de ces deux performances est dépassée en 2003 par l'Australien Matthew Hayden, mais Lara devient l'année suivante le premier joueur à améliorer ce record deux fois en le portant cette fois-ci à 400. Il prend sa retraite internationale après la Coupe du monde de 2007, après avoir notamment accumulé 11 953 courses en Test cricket, un autre record, battu depuis par l'Indien Sachin Tendulkar. Il arrête sa carrière à haut-niveau début 2008.

## Bilan sportif

### Principales équipes
| Équipe                                 | Test                  | ODI                   | Twenty20  |
| -------------------------------------- | --------------------- | --------------------- | --------- |
| Indes occidentales                     | 1990 - 2006           | 1990 - 2007           |           |
| ICC World XI                           | 2005                  | 2005                  |           |
| Équipe                                 | First-class           | List A                | Twenty20  |
| Trinité-et-Tobago (Indes occidentales) | 1987-1988 - 2007-2008 | 1987-1988 - 2003-2004 |           |
| Northern Transvaal (Afrique du Sud)    |                       | 1992-1993             |           |
| Warwickshire (Angleterre)              | 1994, 1998            | 1994, 1998            |           |
| Southern Rocks (Zimbabwe)              |                       |                       | 2010-2011 |

## Sélections
- 131 sélections en Test cricket (1990 - 2006)
  - 47 fois capitaine (1997 - 1999, 2003 - 2004, 2006), 10 victoires, 11 draws, 26 défaites[1]
- 299 sélections en One-day International (1990 - 2007)
  - 125 fois capitaine (1994, 1995, 1998 - 2000, 2003 - 2005, 2006 - 2007), 59 victoires, 59 défaites[2]

## Récompenses individuelles
- Un des cinq Wisden Cricketers of the Year de l'année 1995.
- Personnalité sportive étrangère de l'année 1994 d'après la BBC (BBC Sports Personality of the Year Overseas Personality).

## Records et performances

### EnTest cricket
- Deuxième total de runs marqués (11 953)[3].
- Plus grand nombre de runs marqués en un seul innings (400*, en 2004 contre l'Angleterre)[4].
- Seul joueur à avoir battu ce record deux fois (première fois : 375 en 1994 contre l'Angleterre)[5].
- Seul joueur avec Donald Bradman, Virender Sehwag et Chris Gayle à avoir marqué deux triple-centuries[6].
- Deuxième plus grand nombre de doubles-centuries : 9 (derrière Don Bradman, 12)[7].
- Deuxième plus grand nombre de centuries : 34 (derrière Sachin Tendulkar, 39, et à égalité avec Ricky Ponting et Sunil Gavaskar)[8].

### Enfirst-class cricket
- Plus grand nombre de runs marqués en un seul innings : 501*, en 1994 avec le Warwickshire contre Durham[9].
- Deuxième joueur après Bill Ponsford à avoir réussi deux quadruples-centuries[10] (400* avec les Indes occidentales contre l'Angleterre et 501* avec le Warwickshire contre Durham).